# Atolón Meemu
El Atolón Meemu es un atolón de las Maldivas ubicado entre las latitudes 3° 11' N e 2° 45' N.